# Província de Pantaléon Dalence

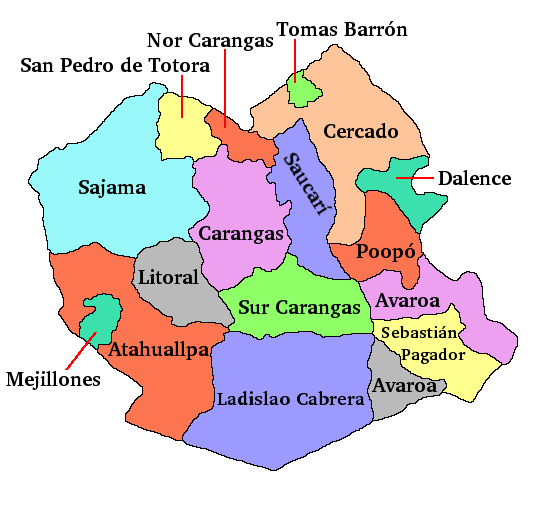
Les províncies del Departament d'Oruro.

La província de Pantaléon Dalence és una de les 16 províncies del Departament d'Oruro, a Bolívia. La seva capital és Huanuni.